# Otto von Ziegenhain (Erzbischof)
Otto von Ziegenhain (* um 1380; † 13. Februar 1430 in Koblenz) war von 1419 bis zu seinem Tode Erzbischof und Kurfürst von Trier.

## Herkunft und frühe Laufbahn
Otto war Spross der hessischen Grafenfamilie von Ziegenhain, Sohn des Grafen Gottfried VIII. von Ziegenhain und dessen Gemahlin Agnes von Braunschweig († 1416), und Bruder des letzten regierenden Grafen von Ziegenhain, Johann II. Er war ein Neffe des Trierer Erzbischofs Werner von Falkenstein.
Otto studierte in Wien und Heidelberg, war bereits ab 1405 Propst von St. Martin in Worms und Pfarrer von St. Wendel, und wurde am 9. November 1406 unter seinem Onkel Dompropst von Trier. Von 1413 bis 1417 bekleidete er auch das Amt des Propstes von St. Florin in Koblenz. Vor seiner Wahl zum Erzbischof erledigte er bereits die wichtigsten Aufgaben und Regierungsgeschäfte seines Onkels, was möglicherweise seine spätere Wahl förderte. Schon auf dem Konzil von Pisa (1409) überließ ihm Erzbischof Werner die Hauptlast der Aufgaben der Trierer Delegation. Von 1414 bis 1418 war er als Leiter der Trierer Delegation Teilnehmer des Konstanzer Konzils. Man nimmt an, dass er die Bursfelder Kongregation der Benediktiner entscheidend mitbeeinflusst hat. Andererseits dürfte er seine Ämterhäufung schon vor seiner Wahl zum Erzbischof bereinigt haben, insbesondere da ihm seine intensive Beschäftigung mit Trierer Staatsgeschäften schon während der Regierungszeit des Onkels wenig Zeit zur Verwaltung seiner verschiedenen Pfründen gelassen haben dürfte.

## Erzbischof von Trier
Ottos Wahl zum Erzbischof durch das Domkapitel von Trier erfolgte schon zehn Tage nach dem Tod seines Onkels (4. Oktober 1418), nachdem das Domkapitel in einer dem Kandidaten auferlegten Wahlkapitulation seine eigenen Rechte stark vergrößert hatte. Nach der Wahlbestätigung durch Papst Martin V. empfing Otto am 12. März 1419 durch die Bischöfe von Verdun und Worms die Bischofsweihe. Als überzeugter Anhänger der Reformorden erwählte er sich den aus Aachen stammenden Dominikaner Johannes de Monte zum Weihbischof.
Otto galt als vorbildlich in seinem religiös-moralischen Leben. 1421 machte er den reformgesinnten Kartäuserprior Johannes Rode mit päpstlicher Dispens zum Abt der Benediktinerabtei St. Matthias in Trier, und 1423 versuchte er auf einer Provinzialsynode in Trier, eine Reform der Lebensweise des höheren wie des niederen Klerus anzustoßen. Sein Versuch der Reform der Augustiner-Chorherren von Kloster Springiersbach und der anhängigen adeligen Frauenklöster wurde durch Intrigen und eine vom Adel beeinflusste zeitlich aufwendige Appellationspraxis zunichtegemacht. 1427 reiste Otto nach Rom, von seinem Sekretär, dem berühmten Nikolaus von Kues begleitet; der Erzbischof dankte es ihm mit dem Dekanat St. Florin in Koblenz als Pfründe.
Seine vorbildliche Frömmigkeit und Sittsamkeit hinderten Otto allerdings nicht, alle Gelegenheiten zur Stärkung seiner Macht und Finanzen als oberster Herr des Erzstiftes zu nutzen. Eine gewisse Vetternwirtschaft, begründet in einem ausgeprägten Familienbewusstsein, ließ die Reform des eigenen Domkapitels zu Trier scheitern. Als das Domkapitel den Forderungen des Erzbischofs etwa nach erhöhter Präsenz beim Chordienst nicht entsprach, vielmehr 1428 damit drohte, Trier mit allen Reliquien und dem gesamten Domschatz zu verlassen, war Otto gezwungen, nachzugeben. Unglücklich verlief auch seine Teilnahme an den Feldzügen nach Böhmen in den Hussitenkriegen. In der Reichspolitik gehörte er 1424 zur Opposition der Kurfürsten, die sich gegen König Sigismund im Binger Kurverein zusammenschlossen.

## Judenausweisung
Einen schweren Schatten auf Ottos Amtszeit wirft die Ausweisung aller Juden aus dem Gebiet des Erzstifts Trier am 30. Dezember 1419. In Trier selbst handelte es sich dabei um etwa 50 Familien. Einige von ihnen siedelten sich in Dörfern außerhalb der kurfürstlichen Hoheit an, andere fanden in Polen und anderen östlichen Gebieten eine neue Heimat. So entstanden jüdische Gemeinden im Bereich Trierer Klöster: Aach bei Trier (Herrschaft von St. Irminen), Butzweiler (Herrschaft der Abtei St. Marien), Freudenburg (Herrschaft der Abtei St. Maximin). Da in kurtrierischen Orten wie Clüsserath, Leiwen, Schweich, Monzel, Filz, Cordel und anderen weiterhin Juden lebten, gab es entweder Ausnahmeregelungen oder der Ausweisungsbefehl wurde nicht konsequent umgesetzt.

## Tod
Entsprechend seinem Wunsch wurde Otto von Ziegenhain im Trierer Dom beigesetzt.